# Elimkerk (Terneuzen)
De Elimkerk is een kergebouw in de Zeeuwse plaats Terneuzen aan de Serlippensstraat 31. Het kerkgebouw is in gebruik bij de Hervormde Wijkgemeente van bijzondere aard van de Protestantse Gemeente Terneuzen. Deze gemeente rekent zich tot de stroming van de Gereformeerde Bond.
De kerkelijke gemeente maakt deel uit van de Protestantse Gemeente Terneuzen, maar belegt eigen activiteiten. De gemeente telt ongeveer 150 lidmaten (2018) afkomstig uit heel Zeeuws-Vlaanderen. Van oorsprong heette de gemeenschap: Protestantse Stichting ter Bevordering van de Hervormd-Gereformeerde Predikatie.
In 2002 heeft de kerkelijke gemeente een kantoorpand verbouwd tot kerkgebouw. Het is een onopvallend gebouw met een plat dak en boven het ingangsportaal het opschrift: Elimkerk.